# Xavier Capdevila Romero
Xavier „Xavi“ Capdevila Romero  (* 17. Juli 1976 in Canillo) aus Escaldes-Engordany ist ein andorranischer Skibergsteiger.
Capdevila begann 1998 mit dem Skibergsteigen und nahm mit der Teilnahme an der (La) Serrera im gleichen Jahr erstmals an einem Wettkampf in der Sportart teil.

## Erfolge
- 2004: 8. Platz bei der Weltmeisterschaft Skibergsteigen Staffel (mit Joan Vilana Díaz, Manel Pelegrina Lopez und Toni Casals Rueda)

- 2005:
  - 1. Platz beim Circuit Català Pro-Olímpic
  - 1. Platz beim Snow Top Andorra
  - 7. Platz bei der Europameisterschaft Skibergsteigen Staffel (mit Toni Casals Rueda, Xavier Comas Guixé und Joan Vilana Díaz)

- 2006: 8. Platz bei der Weltmeisterschaft Skibergsteigen Staffel (mit Toni Casals Rueda, Joan Albos Cavaliere und Joan Vilana Díaz)

- 2007: 7. Platz bei der Europameisterschaft Skibergsteigen Staffel (mit Toni Casals Rueda, Joan Albos Cavaliere und Xavier Comas Guixé)

- 2008: 8. Platz bei der Weltmeisterschaft Skibergsteigen Staffel (mit Xavier Comas Guixé, Joan Vilana Díaz und Joan Albos Cavaliere)